# Ahmed Qurei
Ahmad ˁAlī Muhammad Qurayˁ, sulla stampa occidentale anche Qurei, in arabo احمد علي محمد قريع, anche conosciuto con la kunya di Abu ˁAlā, أبو علا (Abu Dis, 26 marzo 1937 – Ramallah, 22 febbraio 2023), è stato un politico palestinese, primo ministro dell'Autorità Nazionale Palestinese (ANP) dal 2003 al 2006.

## Biografia
Membro di Fatah dagli anni '70, è stato direttore del settore economico e finanziamenti dell'OLP. Stretto collaboratore di Arafat, è stato coordinatore della delegazione palestinese che portò agli accordi di Oslo del 1993. Ha anche fondato ed è diventato direttore del Consiglio economico palestinese per lo sviluppo e la ricostruzione (PECDAR) per aiutare a raccogliere fondi da donatori internazionali. È stato il primo ministro dell'economia della neocostituita Autorità Nazionale Palestinese, fino al 1996. Dal 1996 al 2003 è stato presidente del Consiglio legislativo palestinese (PLC).
Fu primo ministro dell'Autorità Nazionale Palestinese dall'ottobre 2003 fino al 26 gennaio 2006, giorno in cui si dimise in seguito alla vittoria elettorale di Hamās del giorno precedente.